# Beatrice
Beatrice  è un nome proprio di persona italiano femminile.

## Varianti
- Ipocoristici: Bice[2][4][5][6]

### Varianti in altre lingue
- Basco: Batirtze[7]
- Catalano: Beatriu[2][7]
- Francese: Béatrice[2][8]
- Galiziano: Beatriz[7]
  - Ipocoristici: Beta[7]
- Gallese: Betrys[2]
- Inglese: Beatrice[2][8], Beatrix[2]
  - Ipocoristici: Bea[2], Bee[2], Trix[2], Trixie[2]
- Latino: Beatrix[2][3][4]
- Lettone: Beatrise[2]
- Lituano: Beatričė
- Occitano: Beatritz
- Olandese: Beatrix[2]
- Polacco: Beatrycze[2]
- Portoghese: Beatriz[2]
  - Ipocoristici: Bia[2]
- Scozzese: Beitris[2]
- Spagnolo: Beatriz[2][7]
- Svedese: Beatrice[2]
- Tedesco: Beatrix[2]

## Origine e diffusione

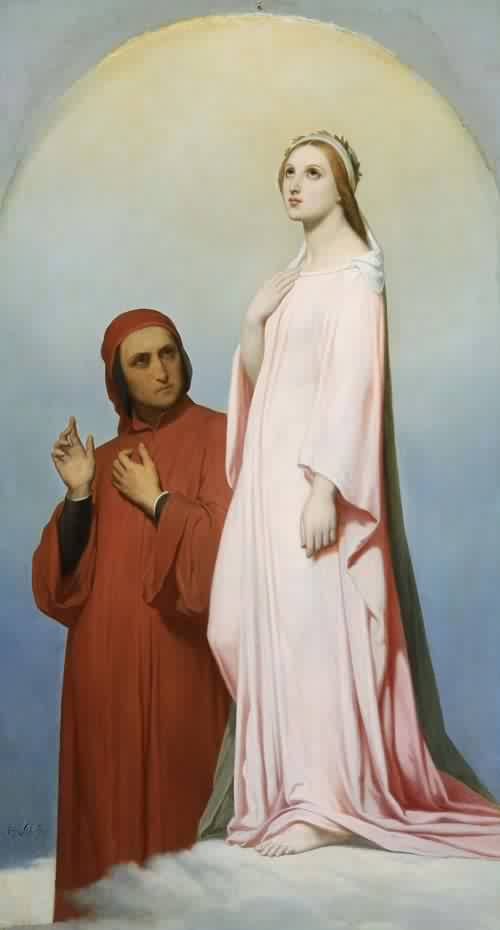
Dante e Beatrice, di Ary Scheffer

Continua il nome latino di età imperiale Beatrix, basato su beatricem ("colei che rende felici", "colei che dà beatitudine"), a sua volta da beatus ("beato", a cui il nome viene talvolta direttamente ricondotto). Era comune fra i primi cristiani in virtù del suo significato, riferito alla beatitudine celeste e dell'anima.
Alcune fonti propongono una derivazione originaria da Viatrix, il femminile di Viator che significa "viaggiatore"; secondo tali fonti, il nome sarebbe stato alterato in Beatrix per assonanza a beatus, con cui non sarebbe però collegato. Anche Viator e Viatrix erano nomi comuni fra i cristiani, per il significato collegato al pellegrinaggio. I due nomi vengono spesso confusi, come avviene nel caso di santa Viatrice, nota anche come Beatrice.
In Italia il nome, diffuso in tutto il Paese, ha sempre goduto di una certa popolarità grazie al culto di santa Beatrice, e alla fama di svariate figure storiche, in primis Beatrice Portinari, la donna amata da Dante, e poi anche Beatrice di Tenda e Beatrice Cenci, alla cui vicenda furono dedicate numerose opere letterarie di vasta diffusione. Negli anni più recenti, a partire dal 1999, l'ISTAT ne attesta la presenza tra i 25 nomi più popolari per le nuove nate, con una diffusione crescente a partire dal 2013 fino ad arrivare al 6º posto nel 2020, quando oltre 3.000 bambine hanno ricevuto questo nome.
In Inghilterra la forma Beatrix divenne più rara nel Medioevo, ma ritornò in auge nel XIX secolo.

## Onomastico
L'onomastico si può festeggiare in memoria di più sante e beate, alle date seguenti:
- 18 gennaio, beata Beatrice II d'Este[12][13]
- 19 gennaio, beata Beatrice di Lens, monaca cistercense[13]
- 10 maggio, beata Beatrice I d'Este, monaca benedettina[12][13]
- 3 giugno, beata Beatrice Bicchieri, domenicana[12]
- 29 luglio, santa Viatrice (o Beatrice), vergine e martire sotto Diocleziano[13][14]
- 29 luglio, beata Beatrice di Valfleury, religiosa[13]
- 17 agosto, santa Beatrice de Silva, fondatrice[12][13]
- 21 agosto, beata Beatrice de Roelas, vergine mercedaria[12][13]
- 29 agosto, santa Beatrice di Nazareth, religiosa[12]
- 25 settembre, beata Beatrice del Portogallo, regina e mercedaria[12]
- 5 novembre, beata Beatrice di Svevia, regina di Castiglia e León[12]
- 6 novembre, santa Beatrice di Olive, monaca cistercense[12]
- 13 novembre, santa Beatrice di Boemia, religiosa[13]
- 25 novembre, beata Beatrice di Ornacieux, monaca certosina[12][13]

## Persone

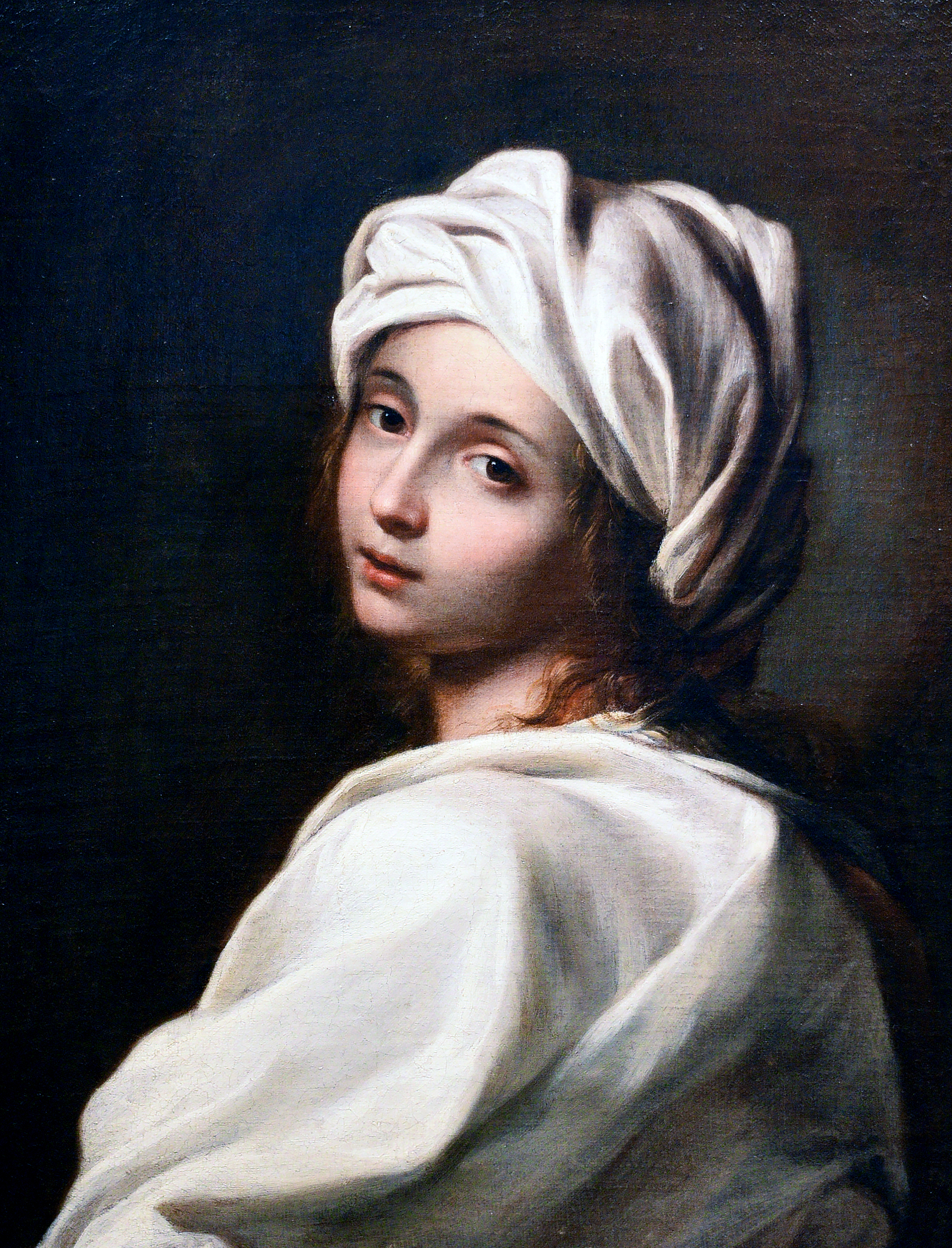
Beatrice Cenci

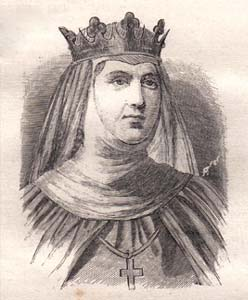
Beatrice di Castiglia

- Beatrice di Borgogna, imperatrice del Sacro Romano Impero
- Beatrice di Castiglia, regina consorte di Portogallo
- Beatrice d'Este, duchessa di Milano
- Beatrice di Castiglia e Guzmán, regina consorte di Portogallo
- Beatrice dei Paesi Bassi, regina dei Paesi Bassi
- Beatrice di Svevia, regina consorte di Castiglia e León
- Beatrice Borromeo, modella, giornalista e conduttrice televisiva italiana
- Beatrice Cenci, nobildonna romana giustiziata per parricidio, a cui sono state dedicate numerose opere
- Beatrice Cori, annunciatrice televisiva e modella italiana
- Beatrice de Dia, trovatrice provenzale
- Beatrice Lascaris di Ventimiglia, detta Beatrice di Tenda, nobildonna italiana
- Beatrice Lillie, attrice britannica
- Beatrice Lorenzin, politica italiana
- Beatrice Mancini, attrice italiana
- Beatrice Portinari, donna cantata da Dante nella Divina Commedia e nella Vita Nuova
- Beatrice Straight, attrice statunitense
- Beatrice Vio, schermitrice italiana

### Variante Béatrice
- Béatrice Dalle, attrice francese

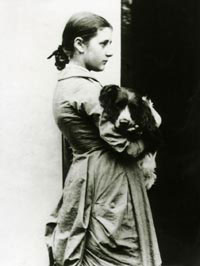
Beatrix Potter

- Béatrice de Camondo, socialista francese
- Béatrice Romand, attrice francese

### Variante Beatrix
- Beatrix Boulsevicz, nuotatrice ungherese
- Beatrix Potter, scrittrice e illustratrice inglese
- Beatrix Schuba, pattinatrice artistica su ghiaccio e dirigente sportiva austriaca

### Variante Beatriz

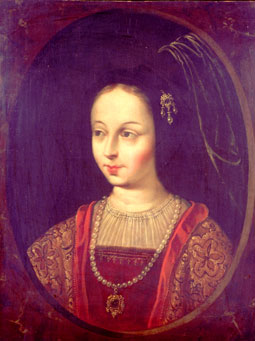
Beatriz Galindo

- Beatriz de Menezes, moglie di Pietro de' Medici
- Beatriz Fernández, vero nome di Gigi Fernández, tennista portoricana naturalizzata statunitense
- Beatriz Fernández Ibanez, pallamanista spagnola
- Beatriz Galindo, scrittrice e umanista spagnola
- Beatriz Luz Lattanzi, attrice colombiana naturalizzata italiana
- Beatriz Luengo, attrice e cantante spagnola
- Beatriz Preciado, filosofa spagnola
- Beatriz Rico, attrice e ballerina spagnola

### Variante Bice
- Bice Biagi, giornalista italiana
- Bice Lazzari, pittrice italiana
- Bice Mortara Garavelli, linguista italiana
- Bice Piacentini, poetessa italiana
- Bice Vanzetta, fondista italiana
- Bice Valori, attrice e comica italiana
- Bice Waleran, attrice italiana

### Altre varianti
- Bia de' Medici, figlia di Cosimo I de' Medici
- Bia Nunnes, attrice brasiliana
- Bea Simóka, pentatleta ungherese
- Trixi Worrack, ciclista su strada tedesca
- Beba Loncar, attrice jugoslava

## Il nome nelle arti
- Beatrice di Tenda è un melodramma in due atti di Bellini, scritto nel 1833 su libretto di Felice Romani e ispirato alla tragica vicenda dell'omonima nobildonna.
- Bice è un personaggio del videogioco Animal Crossing: Let's Go to the City.

### Letteratura
- Sweet Beatrice è una canzone di Adam Sandler.
- Beatrice è un personaggio del libro Bianca come il latte, rossa come il sangue.
- Beatrice è un personaggio della commedia di Shakespeare Molto rumore per nulla.
- Beatrice, detta Beba, è un personaggio dei racconti di Andrea Camilleri sul Commissario Montalbano.
- O Beatrice è una poesia di Giovanni Giudici.
- Beatrice Baudelaire e Beatrice Snicket sono due personaggi della serie di romanzi Una serie di sfortunati eventi, scritta da Lemony Snicket.
- Bice Tolentano è un personaggio della commedia Uomo e galantuomo di Eduardo De Filippo del 1922.
- Bice è il nome di un personaggio del dramma Processo di famiglia di Diego Fabbri.
- Beatrice è un personaggio del libro di Valentina D'Urbano, Il rumore dei tuoi passi.
- Béatrix è il titolo di un romanzo di Honoré de Balzac pubblicato nel 1855.

### Cinema
- Beatrice è un personaggio del film Bianca come il latte, rossa come il sangue.
- Beatrice è un personaggio dell'omonimo film del 1921, diretto da Herbert Brenon.
- Beatrice è un personaggio del film del 1987 La famiglia, diretto da Ettore Scola.
- Beatrix Kiddo è la protagonista della serie di film Kill Bill.
- Beatrice 'Tris' Prior è la protagonista del film del 2014 Divergent, diretto da Neil Burger.
- Bice è un personaggio del film del 1999 Bagnomaria interpretato e diretto da Giorgio Panariello.

### Televisione
- Beatrice "Beba" Di Leo è un personaggio della serie televisiva Il commissario Montalbano.
- Bea Klugh è un personaggio della serie televisiva Lost.
- Beatrice Fairfax è un personaggio dell'omonimo serial televisivo.
- Beatrice Le Goff è un personaggio della soap opera italiana CentoVetrine.
- Trix Gilmore è un personaggio della serie televisiva Una mamma per amica.
- Beatrix è un personaggio della serie televisiva Fate - The Winx Saga.

### Fumetti e cartoni animati
- Beatrice "Bea" Seta è un personaggio della serie a fumetti Isa & Bea - Streghe tra noi.
- Beatrice Castiglioni e Beatrice Ushiromiya sono due personaggi della sound novel, manga e anime Umineko no naku koro ni.
- Trixie Tang è un personaggio della serie animata Due fantagenitori.
- Bia è il nome scelto nell'adattamento italiano per l'anime giapponese Bia - la sfida della magia.
- Trixie Lulamoon è un personaggio della serie animata My Little Pony - L'amicizia è magica.

## Toponimi
- 83 Beatrix è un asteroide della fascia principale, che prende il nome da Beatrice Portinari.